# Uloborus albolineatus
Uloborus albolineatus är en spindelart som beskrevs av Cândido Firmino de Mello-Leitão 1941. 
Uloborus albolineatus ingår i släktet Uloborus och familjen krusnätsspindlar. Inga underarter finns listade i Catalogue of Life.